# Svjetsko prvenstvo u reliju 1990.
Svjetsko prvenstvo u reliju 1990.g. bila je 18. sezona FIA Svjetskog prvenstva u reliju. Sezona se je sastojala od 12 utrka. Svjetski prvaka postao je Carlos Sainz u autombilu Toyota Celica GT-Four, ispred Didier Auriola i Juhe Kankkunena. Prvak među proizvođačima je postala je Lancia, ispred Toyote i Mitsubishija.

## Utrka
| Utrka | Naziv utrke                                                       | Vozači na podiju | Vozači na podiju  | Vozači na podiju  | Vozači na podiju           |          |
| Utrka | Naziv utrke                                                       | Poredak          | Vozač             | Suvozač           | Autmobil                   | Vrijeme  |
| ----- | ----------------------------------------------------------------- | ---------------- | ----------------- | ----------------- | -------------------------- | -------- |
| 1.    | 58eme Rallye Automobile de Monte-Carlo (19. – 25. siječnja)       | 1.               | Didier Auriol     | Bernard Occelli   | Lancia Delta Integrale 16V | 5:56:52  |
| 1.    | 58eme Rallye Automobile de Monte-Carlo (19. – 25. siječnja)       | 2.               | Carlos Sainz      | Luis Moya         | Toyota Celica GT-Four      | 5:57:44  |
| 1.    | 58eme Rallye Automobile de Monte-Carlo (19. – 25. siječnja)       | 3.               | Miki Biasion      | Tiziano Siviero   | Lancia Delta Integrale 16V | 6:00:31  |
|       |                                                                   |                  |                   |                   |                            |          |
| 2.    | 24o Rally de Portugal Vinho do Porto (6. – 10. ožujka)            | 1.               | Miki Biasion      | Tiziano Siviero   | Lancia Delta Integrale 16V | 6:17:57  |
| 2.    | 24o Rally de Portugal Vinho do Porto (6. – 10. ožujka)            | 2.               | Didier Auriol     | Bernard Occelli   | Lancia Delta Integrale 16V | 6:20:33  |
| 2.    | 24o Rally de Portugal Vinho do Porto (6. – 10. ožujka)            | 3.               | Juha Kankkunen    | Juha Piironen     | Lancia Delta Integrale 16V | 6:23:08  |
|       |                                                                   |                  |                   |                   |                            |          |
| 3.    | 38th Marlboro Safari Rally (11. – 16. travnja)                    | 1.               | Björn Waldegard   | Fred Gallagher    | Toyota Celica GT-Four      | 8:39:11  |
| 3.    | 38th Marlboro Safari Rally (11. – 16. travnja)                    | 2.               | Juha Kankkunen    | Juha Piironen     | Lancia Delta Integrale 16V | 9:17:23  |
| 3.    | 38th Marlboro Safari Rally (11. – 16. travnja)                    | 3.               | Mikael Ericsson   | Claes Billstam    | Toyota Celica GT-Four      | 11:26:58 |
|       |                                                                   |                  |                   |                   |                            |          |
| 4.    | 34eme Tour de Corse - Rallye de France (6. – 9. svibnja)          | 1.               | Didier Auriol     | Bernard Occelli   | Lancia Delta Integrale 16V | 6:45:16  |
| 4.    | 34eme Tour de Corse - Rallye de France (6. – 9. svibnja)          | 2.               | Carlos Sainz      | Luis Moya         | Toyota Celica GT-Four      | 6:45:52  |
| 4.    | 34eme Tour de Corse - Rallye de France (6. – 9. svibnja)          | 3.               | François Chatriot | Michel Périn      | BMW M3                     | 6:49:05  |
|       |                                                                   |                  |                   |                   |                            |          |
| 5.    | 37th Acropolis Rally (3. – 6. lipnja)                             | 1.               | Carlos Sainz      | Luis Moya         | Toyota Celica GT-Four      | 7:34:44  |
| 5.    | 37th Acropolis Rally (3. – 6. lipnja)                             | 2.               | Juha Kankkunen    | Juha Piironen     | Lancia Delta Integrale 16V | 7:35:30  |
| 5.    | 37th Acropolis Rally (3. – 6. lipnja)                             | 3.               | Miki Biasion      | Tiziano Siviero   | Lancia Delta Integrale 16V | 7:37:42  |
|       |                                                                   |                  |                   |                   |                            |          |
| 6.    | 20th Rothmans Rally of New Zealand (30. lipnja - 3. srpnja)       | 1.               | Carlos Sainz      | Luis Moya         | Toyota Celica GT-Four      | 6:48:26  |
| 6.    | 20th Rothmans Rally of New Zealand (30. lipnja - 3. srpnja)       | 2.               | Ingvar Carlsson   | Per Carlsson      | Mazda 323 4WD              | 6:49:57  |
| 6.    | 20th Rothmans Rally of New Zealand (30. lipnja - 3. srpnja)       | 3.               | Erwin Weber       | Matthias Feltz    | Volkswagen Golf Rallye G60 | 6:56:24  |
|       |                                                                   |                  |                   |                   |                            |          |
| 7.    | 10o Rally Argentina (24. – 28. srpnja)                            | 1.               | Miki Biasion      | Tiziano Siviero   | Lancia Delta Integrale 16V | 6:51:27  |
| 7.    | 10o Rally Argentina (24. – 28. srpnja)                            | 2.               | Carlos Sainz      | Luis Moya         | Toyota Celica GT-Four      | 6:59:29  |
| 7.    | 10o Rally Argentina (24. – 28. srpnja)                            | 3.               | Didier Auriol     | Bernard Occelli   | Lancia Delta Integrale 16V | 7:26:22  |
|       |                                                                   |                  |                   |                   |                            |          |
| 8.    | 40th 1000 Lakes Rally (23. – 26. kolovoza)                        | 1.               | Carlos Sainz      | Luis Moya         | Toyota Celica GT-Four      | 4:40:55  |
| 8.    | 40th 1000 Lakes Rally (23. – 26. kolovoza)                        | 2.               | Ari Vatanen       | Bruno Berglund    | Mitsubishi Galant VR-4     | 4:41:14  |
| 8.    | 40th 1000 Lakes Rally (23. – 26. kolovoza)                        | 3.               | Kenneth Eriksson  | Staffan Parmander | Mitsubishi Galant VR-4     | 4:45:53  |
|       |                                                                   |                  |                   |                   |                            |          |
| 9.    | 3rd Commonwealth Bank Rally Australia (20. – 23. rujna)           | 1.               | Juha Kankkunen    | Juha Piironen     | Lancia Delta Integrale 16V | 5:43:48  |
| 9.    | 3rd Commonwealth Bank Rally Australia (20. – 23. rujna)           | 2.               | Carlos Sainz      | Luis Moya         | Toyota Celica GT-Four      | 5:45:28  |
| 9.    | 3rd Commonwealth Bank Rally Australia (20. – 23. rujna)           | 3.               | Alex Fiorio       | Luigi Pirollo     | Lancia Delta Integrale 16V | 5:49:28  |
|       |                                                                   |                  |                   |                   |                            |          |
| 10.   | 32o Rallye Sanremo - Rallye d'Italia (14. – 18. listopada)        | 1.               | Didier Auriol     | Bernard Occelli   | Lancia Delta Integrale 16V | 7:30:38  |
| 10.   | 32o Rallye Sanremo - Rallye d'Italia (14. – 18. listopada)        | 2.               | Juha Kankkunen    | Juha Piironen     | Lancia Delta Integrale 16V | 7:31:23  |
| 10.   | 32o Rallye Sanremo - Rallye d'Italia (14. – 18. listopada)        | 3.               | Carlos Sainz      | Luis Moya         | Toyota Celica GT-Four      | 7:32:23  |
|       |                                                                   |                  |                   |                   |                            |          |
| 11.   | 22eme Rallye Côte d'Ivoire Bandama (28, listopada - 1. studenoga) | 1.               | Patrick Tauziac   | Claude Papin      | Mitsubishi Galant VR-4     | 4:54:00  |
| 11.   | 22eme Rallye Côte d'Ivoire Bandama (28, listopada - 1. studenoga) | 2.               | Rudi Stohl        | Ernst Röhringer   | Audi 90 Quattro            | 5:56:00  |
| 11.   | 22eme Rallye Côte d'Ivoire Bandama (28, listopada - 1. studenoga) | 3.               | Alain Oreille     | Michel Roissard   | Renault 5 GT Turbo         | 6:52:00  |
|       |                                                                   |                  |                   |                   |                            |          |
| 12.   | 46th Lombard RAC Rally (25. – 28. studenoga)                      | 1.               | Carlos Sainz      | Luis Moya         | Toyota Celica GT-Four      | 5:43:16  |
| 12.   | 46th Lombard RAC Rally (25. – 28. studenoga)                      | 2.               | Kenneth Eriksson  | Staffan Parmander | Mitsubishi Galant VR-4     | 5:44:58  |
| 12.   | 46th Lombard RAC Rally (25. – 28. studenoga)                      | 3.               | Miki Biasion      | Tiziano Siviero   | Lancia Delta Integrale 16V | 5:47:22  |
|       |                                                                   |                  |                   |                   |                            |          |